# Floden blev mitt liv
Floden blev mitt liv (All the Rivers Run) är en australisk TV-serie från 1980- och 1990-talen, baserad på en roman med samma namn av Nancy Cato.

## Om serien
Serien har totalt sex avsnitt (fyra tvåtimmarsavsnitt från 1983 och två entimmesavsnitt från 1990). På dvd:n med första säsongen är de fyra avsnitten uppdelade i åtta avsnitt.
Handlingen bygger på en roman med samma namn av Nancy Cato, och utspelar sig på och kring floden Murray i 1800-talets Australien. 

## Handling
Den engelska flickan Philadelphia Gordon förlorar sina föräldrar vid ett skeppsbrott utanför Australiens kust. Hon tas om hand av sin morbror Charles och den stränga moster Hester. 
På väg till Charles gård stannar de över natten i Echuca där Philadelphia för första gånger ser de otroliga hjulångarna på floden Murray. Flera år senare investerar hon en del av sitt arv i hjulångaren PS Philadelphia. 
Hennes liv förändras för alltid när hon möter den karismatiske flodkaptenen Brenton Edwards.

## Rollista
- Sigrid Thornton - Philadelphia "Delie" Gordon (serie 1, 1983)
- John Waters - Brenton Edwards
- Parker Stevenson - Cyrus James
- Charles Tingwell - farbror Charles
- Dinah Shearing - tant Hester
- Adrian Wright - Alistair Raeburn
- Diane Craig - fröken Barrett
- Gus Mercurio - Tom Gritchley
- Nikki Coghill - Philadelphia Gordon (serie 2, 1990)

## DVD
Den första säsongen finns utgiven på DVD.